# سيايفودين
سيايفودين (بالإندونيسية: Syaifudin)‏ (20 يوليو 1978 في إندونيسيا - ) هو لاعب كرة قدم إندونيسي في مركز حراسة المرمى. لعب مع برسيبو بوجونيغورو ونادي آريما كرونوس وDeltras F.C. ‏ وPersela Lamongan ‏ وPersiwa Wamena ‏ وبيرسيبايا سورابايا وPersepam Madura Utama ‏.

## روابط خارجية
- سيايفودين على موقع قاعدة بيانات كرة القدم.إي يو (الإنجليزية)
- سيايفودين على موقع Soccerway.com (الإنجليزية)